# Rojo -Tierra-
「Rojo -Tierra-」（ロホ・ティエラ）は、日本の歌手中森明菜の楽曲。この楽曲は中森の49枚目のシングルとして、2015年1月21日にユニバーサルJよりリリースされた (CD: UPCH-5833 , CD+DVD: UPCH-9989)。
タイトルの「Rojo」とサブタイトルの「Tierra」はスペイン語で ″赤″ ″大地″を意味する。楽曲は浅倉大介と鳥山雄司が制作し、アフリカ風のサウンドと最新EDMが融合している。中森にとって復帰作となった楽曲でもあり、2014年の第65回NHK紅白歌合戦に企画ゲストとして出演し同曲を初披露、話題を集めた。

## 背景とリリース
「Rojo -Tierra-」は、中森明菜の歌手復帰作となった通算49枚目のシングルである。本作は、2015年1月21日に初回限定盤（CD+DVD: UPCH-9899）、通常盤（CD: UPCH-5833）の2形態で同時発売された。新曲をいち早くファンに届けたいとの中森の意向により2014年12月24日から着うたからの配信が開始され、同月31日にはフルバージョンが配信リリースされた。前作「DIVA Single Version」から5年4か月ぶりのリリースとなった。
初週14,000枚を売り上げ、週間ランキングで初登場8位（2月2日付）となった。シングルがTOP10入りしたのは20年4か月ぶりで、「月華」（1994年10月17日付・8位）以来。女性アーティストのシングル「インターバルTOP10入り記録」は原由子、坂本冬美に次ぐ歴代3位である。

## 収録曲
| #         | タイトル                        | 作詞                    | 作曲      | 編曲               | 時間  |
| --------- | ------------------------------- | ----------------------- | --------- | ------------------ | ----- |
| 1.        | 「Rojo -Tierra-」               | 川江美奈子、Miran:Miran | 浅倉大介  | 浅倉大介、鳥山雄司 | 6:00  |
| 2.        | 「La Vida」                     | izumi                   | koshin    | koshin、沖仁       | 4:38  |
| 3.        | 「Rojo -Tierra-」(Instrumental) |                         | 浅倉大介  | 浅倉大介、鳥山雄司 | 6:00  |
| 4.        | 「La Vida」(Instrumental)       |                         | koshin    | koshin、沖仁       | 4:38  |
| 合計時間: | 合計時間:                       | 合計時間:               | 合計時間: | 合計時間:          | 20:16 |

| #  | タイトル                          | 作詞 | 作曲・編曲 |
| -- | --------------------------------- | ---- | ---------- |
| 1. | 「Rojo -Tierra-」(メイキング映像) |      |            |

## クレジット
「Rojo -Tierra-」のライナー・ノーツより

### 参加ミュージシャン
- 「Rojo -Tierra-」
  - Digital Programming : 浅倉大介
  - Guitar : 鳥山雄司
  - Percussions : 川瀬正人, 佐藤唯史

- 「La Vida」
  - Flamenco Guitar : 沖仁
  - Palmas : 沖仁, 石塚隆充, ホセ・コロン

＊ 沖仁 by the courtesy of Victor Entertainment

### スタッフ
- Recording & Mixing Engineer : Rick Anderson
- Mastering Engineer : Shigeki Fujino (UNIVERSAL MUSIC LLC)
- Mastering Studio : UNIVERSAL MUSIC MASTERING STUDIO #1

- DVD Editing : Keiichi Yamamoto, Ryosuke Haruta (UNIVERSAL MUSIC LLC)
- Authoring : JVCKENWOOD VIDEO TECH., LTD.

- Art Direction : Yoshihiko Shimura (UNIR DESING WORKS)
- Photographer & Cameraman : Michael Freeman
- Styling : Wendy Turner
- Creative Manager : Eiji Shimara (TERRACE)
- Artwork Coordination : Takao 'B' Shimizu (UNIVERSAL MUSIC LLC)